# Гиннесс, Эдвард, 1-й граф Айви
Эдвард Сесил Гиннесс, 1-й граф Айви (англ. Edward Cecil Guinness, 1st Earl of Iveagh; 10 ноября 1847 — 7 октября 1927) — англо-ирландский бизнесмен и филантроп. Член известной семьи Гиннесс, он был главой одноименного семейного пивоваренного бизнеса, что сделало его самым богатым человеком в Ирландии. Выдающейся филантроп, его лучше всего помнят за предоставление доступного жилья в Лондоне и Дублине через благотворительные фонды.

## Общественная жизнь
Эдвард Гиннесс родился 10 ноября 1847 года в Клонтарфе, Дублин. Третий сын сэра Бенджамина Гиннесса, 1-го баронета (1798—1868), и Элизабет Гиннесс (1813—1865), младший брат Артура Гиннесса, 1-го барона Ардилауна (1840—1915). Получив образование в Тринити-колледже Дублина, получив степень бакалавра в 1870 году, в 1873 году приобрел поместье Фармлейх, он служил шерифом Дублина в 1876 году, а девять лет спустя стал верховным шерифом города. В том же году ему был присвоен титул баронета из Каслнока, графство Дублин, за помощь в визите тогдашнего принца Уэльского в Ирландию. В 1891 году Эдварду Гиннессу был присвоен титул барона Айви из Айви в графстве Даун. Он был назначен кавалером Ордена Святого Патрика в 1895 году, а десять лет спустя получил титул виконта Айви в системе Пэрства Соединенного королевства. В 1899 году он был назначен почетным полковником артиллерийского ополчения города Дублина. Избранный в Королевское общество в 1906 году, два года спустя он был избран девятнадцатым канцлером Дублинского университета в 1908—1927 годах. Он занимал пост вице-президента, члена Королевского Дублинского общества с 1906 по 1927 год. В 1910 году ему был пожалован Большой крест Королевского Викторианского ордена. В 1919 году ему был присвоен титул графа Айви и виконта Элведена из Элведена в графстве Саффолк.

## Бизнес
Лорд Айви был управляющим директором партнерства и компании Guinness с момента смерти своего отца в 1868 году до 1889 года, управляя крупнейшей пивоварней в мире — её площадь составляла 64 акра (26 га). Позже он стал пожизненным председателем правления.
К 29 годам он стал единоличным владельцем пивоварни в Дублине после того, как в 1876 году выкупил половину акций своего старшего брата лорда Ардилауна за 600 000 фунтов стерлингов. К 1879 году он сварил 565 000 бочек стаута. Семь лет спустя, в 1886 году, он продал 635 000 бочек в Ирландии, 212 000 в Великобритании и 60 000 в других местах, всего 907 000 бочек.
Затем он стал самым богатым человеком в Ирландии после того, как в 1886 году разместил две трети акций компании на Лондонской фондовой бирже за 6 миллионов фунтов стерлингов, а затем вышел на пенсию мультимиллионером в возрасте 40 лет. Он оставался председателем новой публичной компании Guinness и был ее крупнейшим акционером, сохранив за собой около 35 % акций. Эту сумму можно сравнить с ВВП Великобритании в 1886 году, который составлял 116 миллионов фунтов стерлингов. К 1914 году производство пивоварни снова удвоилось по сравнению с уровнем 1886 года и составило 1 877 000 бочек.
В 1902 году он сдал в эксплуатацию Хранилище пива «Гиннесс», которое сегодня является одной из главных туристических достопримечательностей Ирландии.

## Государственное жилье

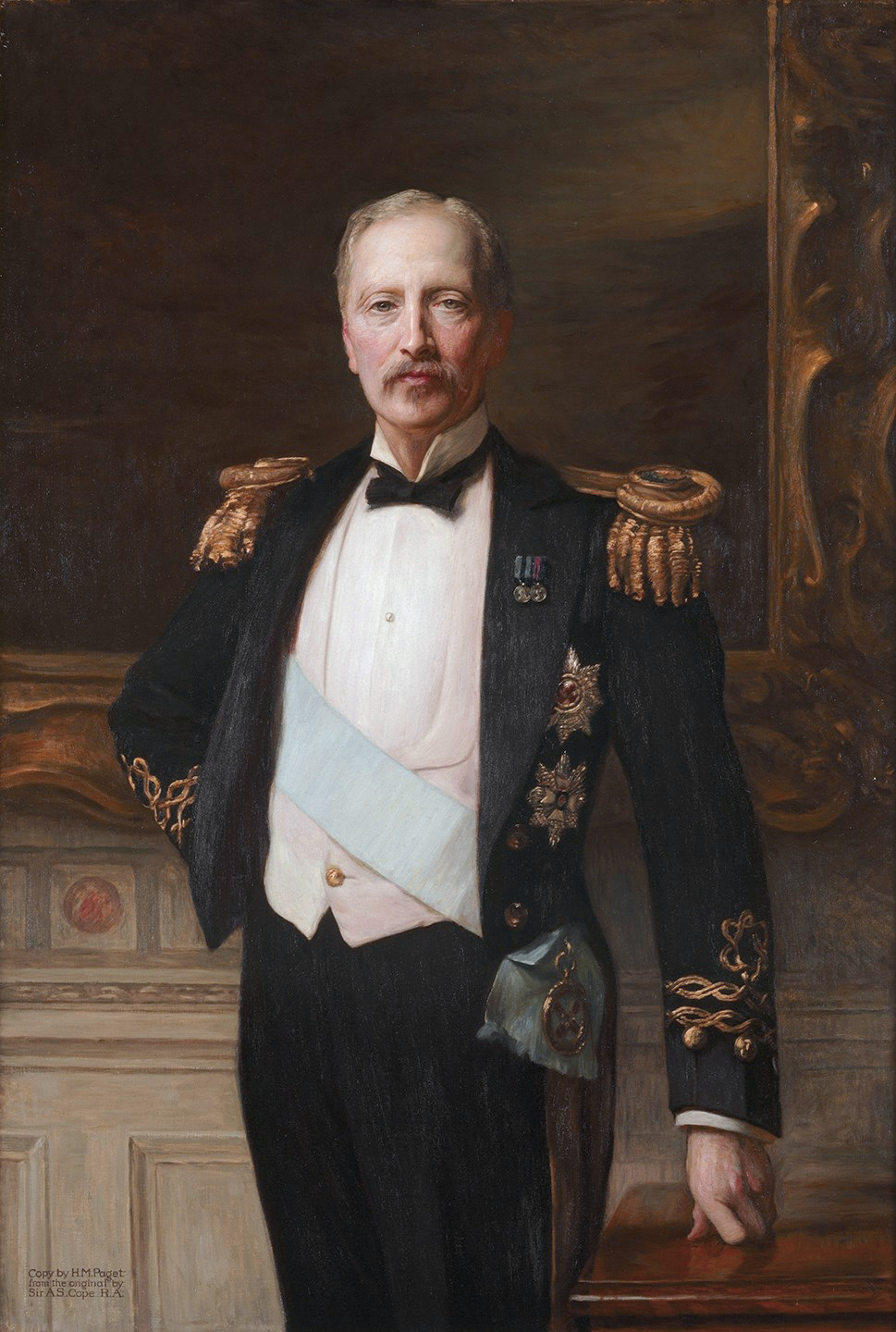
Эдвард Сесил Гиннесс, 1-й граф Айви (протрет Артура Стокдейла Коупа)

Как и его отец и брат, лорд Айви был щедрым филантропом и, среди прочего, пожертвовал почти 1 миллион фунтов стерлингов на проекты по расчистке трущоб и жилищному строительству. В Лондоне это был «Guinness Trust», основанный в 1890 году, который в 2020 году управляет «более 66 000 домов» . Большая часть его эстетического и филантропического наследия в Дублине все еще нетронута. Дублинское отделение Guinness Trust стало Iveagh Trust в 1903 году частным актом парламента, который профинансировал крупнейшую территорию городского обновления в эдвардианском Дублине и до сих пор обеспечивает более 10 % социального жилья в центре Дублина. В 1908 году он передал большой сад за домом по адресу Стивенс-Грин, 80 в центре Дублина, известный как «сады Айви», новому университетскому колледжу Дублина, который теперь является общественным парком. Ранее он купил и расчистил несколько трущоб на северной стороне собора Святого Патрика, а в 1901 году создал общественные сады, известные как «Парк Святого Патрика». На соседней Фрэнсис-стрит он построил рынок Айви, чтобы уличные торговцы могли продавать продукцию во время дождя.
Айви был изображен как «Траст Гиннесса» в мультфильме «Шпион» в июле 1891 года.

## Медицинские и научные исследования
Лорд Айви также пожертвовал 250 000 фунтов стерлингов Институту Листера в 1898 году, первой благотворительной организации, занимающейся медицинскими исследованиями в Соединенном Королевстве (которая будет создана по образцу Института Пастера, изучающего инфекционные заболевания). В 1908 году он стал соучредителем Радиевого института в Лондоне. Он также спонсировал новые здания физики и ботаники в Тринити-колледже Дублина в 1903 году и частично финансировал студенческое общежитие в Тринити-холле, Дартри, в 1908 году.
Эдвард Айви помогал финансировать Британскую антарктическую экспедицию (1907—1909), и гора Айви, гора в хребте Сторонников в Антарктиде, названа в его честь.

## Коллекционер произведений искусства
Всю свою жизнь интересуясь изобразительным искусством, Эдвард Гиннесс с 1870-х годов собрал выдающуюся коллекцию картин старых мастеров, антикварной мебели и исторического текстиля. В конце 1880-х годов он был клиентом Джо Дювина, покупавшим ширмы и мебель; Дювин понял, что тратит гораздо больше на изобразительное искусство в Agnews, и переориентировал свой бизнес на продажу произведений искусства. Позже он вспоминал Гиннесса как «коренастого джентльмена с ярко выраженным ирландским акцентом».
Выйдя на пенсию, он обставлял свой лондонский дом на углу Гайд-парка и всерьез начал собирать свою коллекцию произведений искусства. Большая часть его коллекции картин была подарена нации после его смерти в 1927 году и хранится в Iveagh Bequest в Кенвуде, Хампстед, на севере Лондона. Хотя это претендует на большую часть его коллекции картин, именно Фармли лучше всего демонстрирует его вкус в архитектуре, а также его вкусы в антикварной мебели и текстиле. Айви был также покровителем нынешних художников, таких как британский портретист Генри Кейворт Рейн.

## Политическая жизнь
Отец Айви был депутатом от консерваторов от Дублина в 1860-х годах, как и его брат Артур в 1870-х годах. Эдвард Айви ограничил свое участие исполнением обязанностей главного шерифа графства Дублин в 1885 году, помня о растущем движении к ирландскому самоуправлению в 1880-х годах и росте электората в соответствии с Законом 1884 года. Однако на парламентских выборах 1885 года он баллотировался в качестве консерватора на место Дублинского района Сент-Стивенс-Грин, проиграв кандидату от Ирландской парламентской партии.
Учитывая его богатство, он предпочитал сам добиваться социальных улучшений и предпочитал место в Палате лордов, которого он добился в 1891 году. Он поддерживал Ирландский юнионистский альянс. В 1913 году он отказался заблокировать свою рабочую силу во время Дублинского локаута. В 1917—1918 годах он принял участие в злополучном ирландском съезде, который пытался найти умеренное решение требований ирландских националистов. Хотя он и выступал против Шинн Фейн, у него была личная дружба с Уильямом Томасом Косгрейвом, который стал первым лидером Ирландского свободного государства в 1922 году.
Как и многие другие представители ирландского делового мира, он опасался, что ирландское самоуправление приведет к введению новых налогов или таможенных пошлин между Дублином и Великобританией, его крупнейшим рынком. Существующая свободная торговля в Соединённом королевстве Великобритании и Ирландии, скорее всего, станет протекционистской, что приведет к потере продаж, занятости и прибылей. В результате новое Свободное государство увеличило налог на продажи внутри Ирландии, но не на экспорт.

## Спортивные интересы
На суше любимым хобби Айви было водить карету с четверкой лошадей, что было очень физическим занятием: время от времени он ездил из Дублина на ипподром Панчестаун, расположенный примерно в 20 милях, и обратно. Он также был заядлым яхтсменом, и в 1897 году он выиграл гонку между Англией и Килем, которую спонсировал кайзер Вильгельм. Член нескольких клубов, включая Королевский яхт-клуб Святого Георгия, его основной лодкой была 204-тонная шхуна «Цетония», которую он купил в 1880 году и часто появлялась на Неделе Коуса до 1914 года.

## Запись поместья
После его смерти в 1927 году на Гросвенор-Плейс в Лондоне лорд Айви был похоронен в Элведене, графство Саффолк. Его имущество было оценено по завещанию в 13 486 146 фунтов стерлингов 16 шиллингов 2д. (примерно эквивалентно 856 407 942 фунтам стерлингов в 2021 году). Это оставалось британским рекордом до смерти сэра Джона Эллермана в 1933 году. Хотя завещание требовалось в Великобритании, часть налога на смерть была выплачена новому Ирландскому Свободному государству. По его завещанию Кенвуд-хаус в Хампстеде был завещан нации как музей его коллекции произведений искусства, известный как «Завещание Айви».
В 1936 году его семья установила «Окно Айви» в его память в северном трансепте собора Святого Патрика в Дублине. Окно было спроектировано и изготовлено сэром Фрэнком Брэнгвином.
В 1939 году сыновья Эдварда графа Айви передали его дом в Дублине по адресу Сент-Стивенс-Грин, 80, Ирландскому Свободному государству, и он был переименован в Айви-хаус . С тех пор здесь размещается Министерство иностранных дел, а «Айви-хаус» стал метонимом департамента.

## Семья

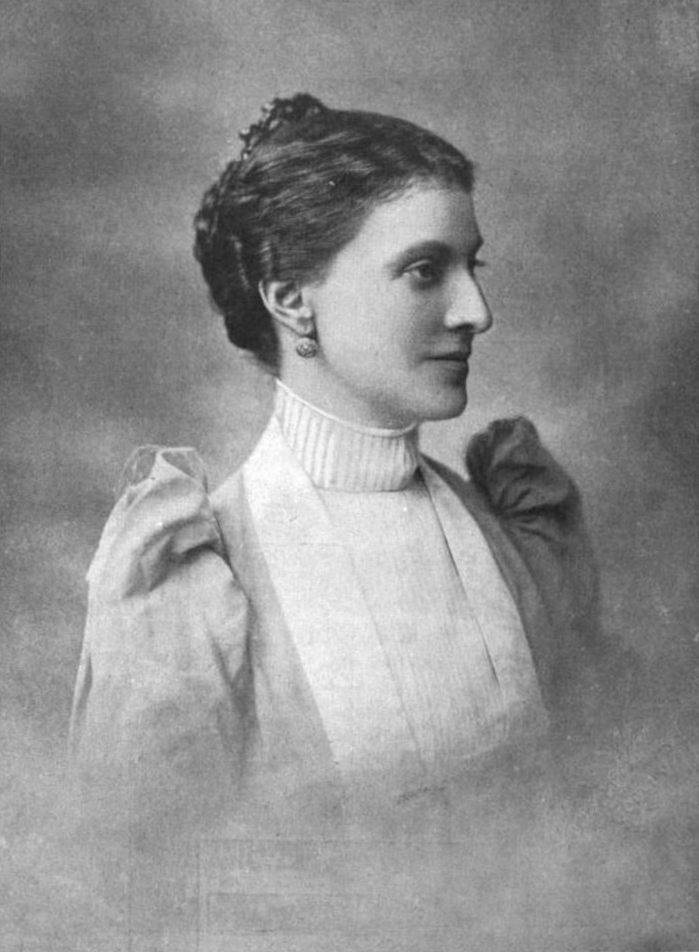
Аделаида Мэри Гиннесс (1844—1916), жена 1-го графа Айви

20 мая 1873 года Эдвард Гиннесс женился на своей троюродной сестре Аделаиде Мэри Гиннесс (1844 −16 февраля 1916) по прозвищу «Додо». Она происходила из банковской линии Гиннесса и была дочерью Ричарда Сэмюэла Гиннесса (1797—1857), адвоката и члена парламента, и его жены Кэтрин, дочери сэра Чарльза Дженкинсона.
Самый известный портрет Аделаиды был написан примерно в 1885 году Джорджем Элгаром Хиксом. У них было трое сыновей:
- Руперт Гиннесс, 2-й граф Айви (29 марта 1874 — 14 сентября 1967), старший сын и преемник отца.
- Достопочтенный Артур Эрнест Гиннесс[англ.] (2 ноября 1876 — 22 марта 1949), ирландский инженер.
- Уолтер Гиннесс, 1-й барон Мойн (29 марта 1880 — 6 ноября 1944).